# Sporophyt

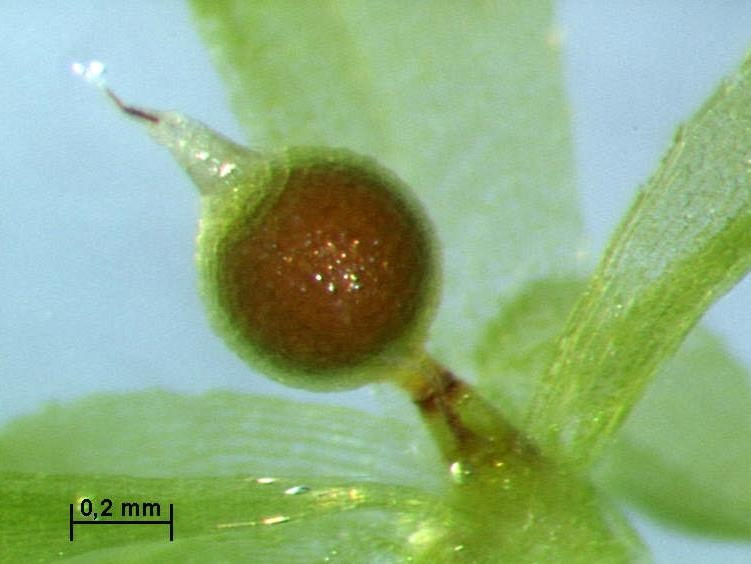
Sporophyt (Sporenkapsel) des Mooses Physcomitrella patens

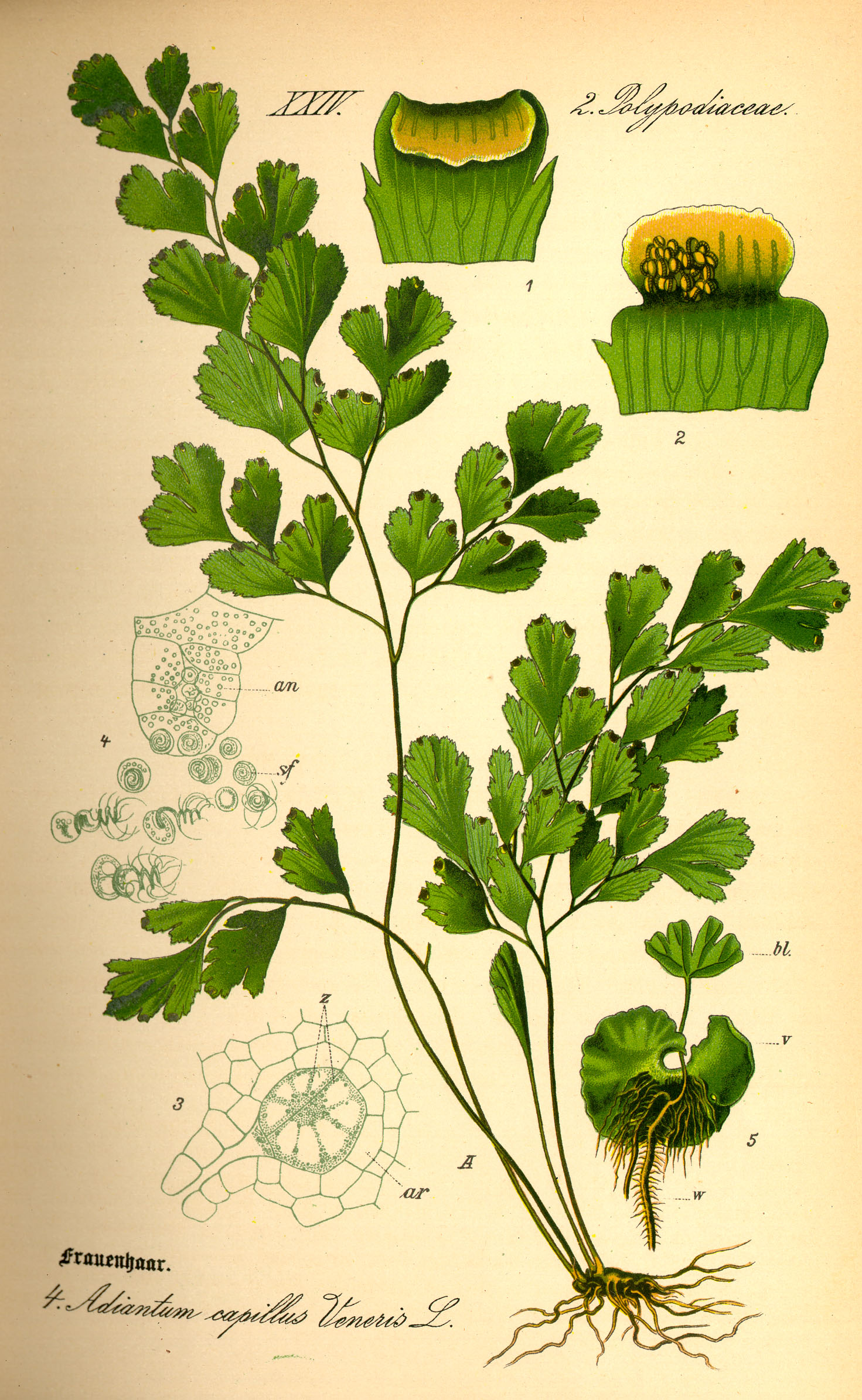
Sporophyt eines Farns mit Gametophyt (Prothallium rechts unten)

Als Sporophyt wird bei Pflanzen und bei den meisten Algen die diploide Generation (mit doppeltem Chromosomensatz) im Rahmen des heterophasischen Generationswechsels bezeichnet. Sporophyten produzieren nach einer Reduktionsteilung (Meiose) haploide Sporen (mit einfachem Chromosomensatz), aus denen die haploide Gametophyten-Generation hervorgeht. Lebewesen mit heterophasischem Generationswechsel (Wechsel von diploiden und haploiden Generationen) werden als Diplohaplonten bezeichnet (detailliertere Darstellung dort).
Bei den meisten Pflanzen sind Sporophyten und Gametophyten deutlich voneinander unterscheidbar (heteromorpher Generationswechsel). Bei den Samenpflanzen ist der Sporophyt sehr viel größer und komplizierter gebaut (Baum, Strauch, krautige Pflanze) als der Gametophyt. Die Sporen werden hier nicht freigesetzt, sondern verbleiben in der Mutterpflanze und entwickeln sich zum Pollenkorn (männlicher Gametophyt) oder zum Embryosack (weiblicher Gametophyt). Auch bei den Farnen ist der Sporophyt die eigentliche Pflanze, während der Gametophyt als kleines Prothallium am Boden wächst. Umgekehrt ist bei den Moosen die grüne Moospflanze der Gametophyt, während der Sporophyt in der Regel nur aus der Sporenkapsel und ihrem Stiel (der Seta) besteht. Dieser wird hier vom Gametophyten ernährt.
Bei vielen Algen sehen die Sporophyten und Gametophyten gleich aus (isomorpher Generationswechsel).